# Santa (Montagnes)
Santa  è una città e sottoprefettura della Costa d'Avorio appartenente al dipartimento di Biankouma. Conta una popolazione di 27 225 abitanti (censimento 2014).